# RINEX
RINEX (Reciever INdependent EXchange format) är ett mottagaroberoende överföringsformat för GNSS-data.
RINEX är utvecklat vid universitet i Bern inför EUREF89. Det har sedermera accepterats även av andra organisationer (bland andra National Geodetic Survey och Geodetic Survey of Canada) och fungerar nu i praktiken som en standard.